# Зядлуд
Зядлуд — деревня в Вавожском районе Удмуртии, входит в состав Волипельгинского сельского поселения.

## Население
| 2010 | 2012 |
| ---- | ---- |
| 152  | ↘147 |

## Улицы
В деревне имеются две улицы: Верхняя и Центральная.